# Abacidus atratus
Abacidus atratus är en skalbaggsart som beskrevs av Newman. Abacidus atratus ingår i släktet Abacidus och familjen jordlöpare. Inga underarter finns listade i Catalogue of Life.